# Djebel Zaghouan
El Djebel Zaghouan (en árabe :جبل زغوان) es una montaña situada en la parte noreste de la dorsal tunecina, sobre un espacio de nueve kilómetros de largo y tres de ancho. Culmina a 1 295 metros en la cumbre del Ras El Gassâa.
A una cincuentena de kilómetros de Túnez, la ciudad de Zaghouan se ubica en la parte baja de su vertiente septentrional.
Sus profundidades albergan diversas grutas de un interés cierto para la espeleología. Este macizo es por otra parte el crisol de una historia rica con una parte de sus secretos está conservada todavía bajo cortezas de tierras que los arqueólogos continúan excavando. Han extraído el Templo de las aguas que data de la época romana ha anidado en las paredes del djebel. Lugar de captación de las fuentes de montaña, constituía el punto de salida del acueducto de Zaghouan, que alimentaba de agua Cartago en el siglo II. Se encuentran también varios morabitos, siendo el más visitado el de Sidi Bou Gabrine.
La cubierta vegetal, rica y frágil, comprende los vestigios del antiguo bosque de acebuches y de algarrobo de Túnez septentrional. El pino de Alepo resulta mayoritario aunque se encuentra también el roble verde y otro tipos de plantas. Está poblado de una fauna rica y diversificada con el jabalí común y la escasa águila real. Como esta ave escasa, se encuentran otras especies más escasas tales como el arce de Montpellier o el acentor alpino (Prunella collaris), una especie escasa de pájaro de altitud.

Riqueza en flora y fauna, vasto espacio montañoso, relativa proximidad de la capital así como de los centros turísticos litorales — Hammamet  está a solo 35 kilómetros — explican al menos en parte porqué el Djebel Zaghouan está inscrito en un proyecto de parque nacional de Túnez que estará inaugurado en los años venideros.

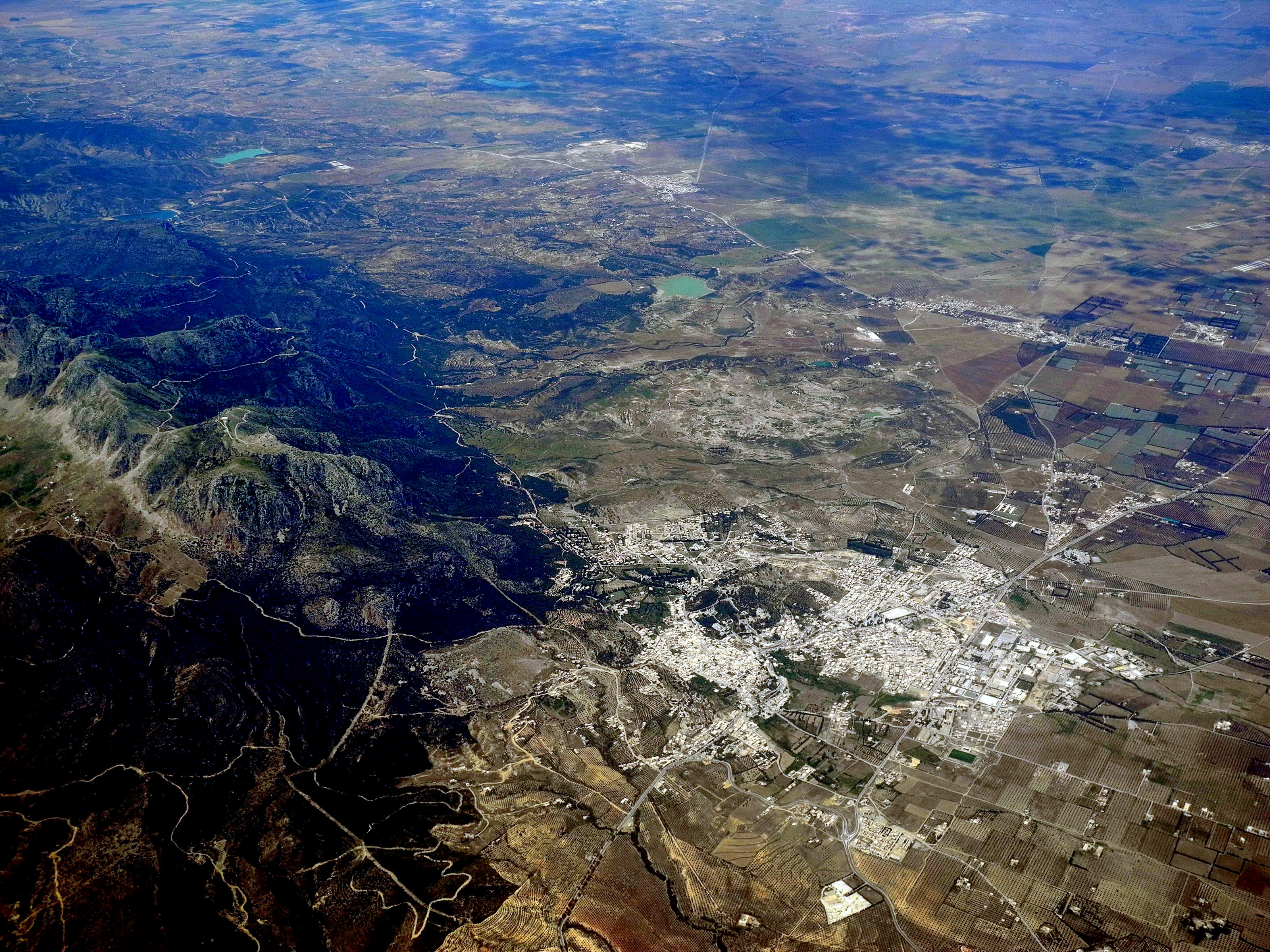
Vista aérea de Zaghoaun y de su djebel.
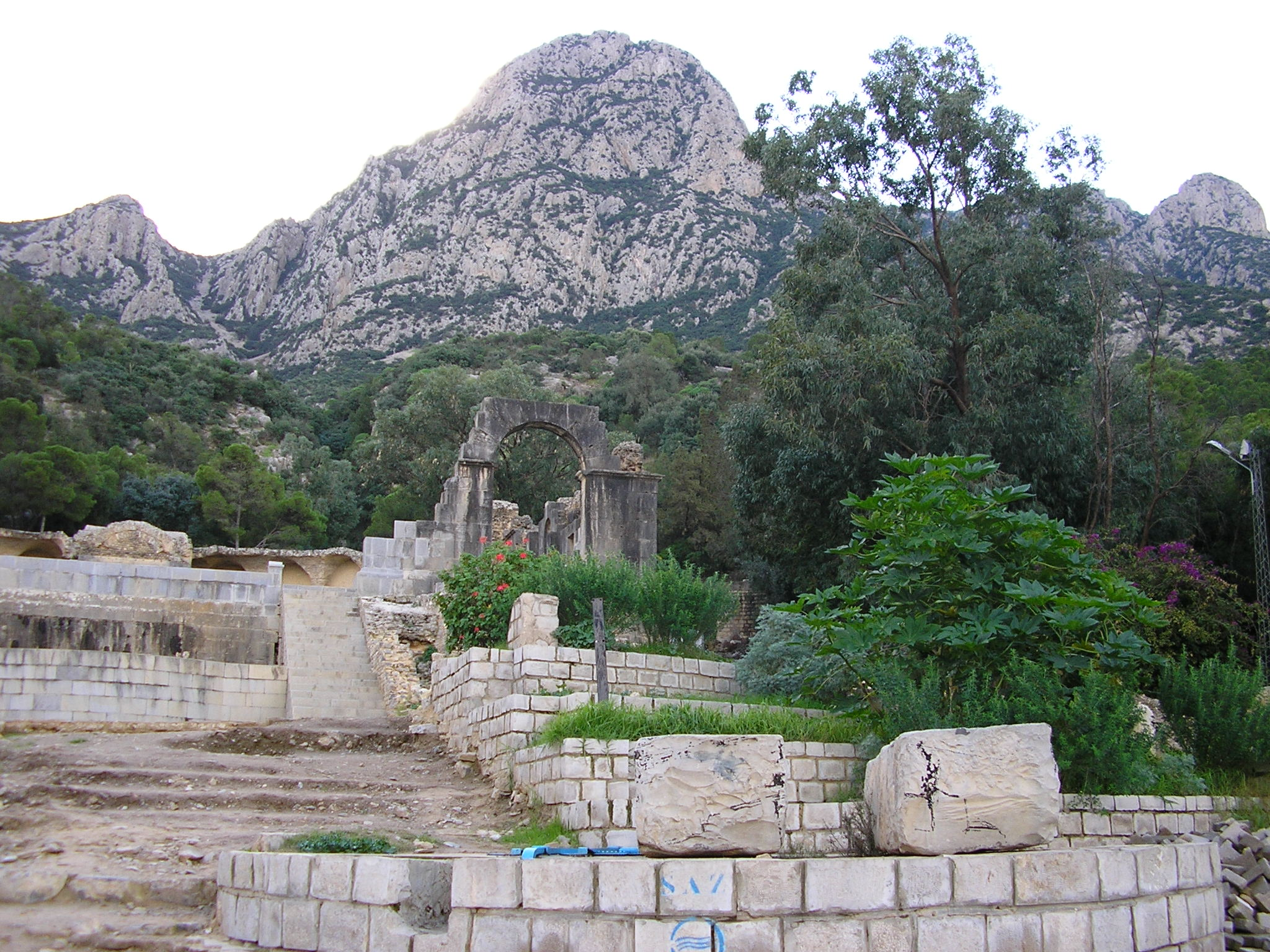
Macizo del Djebel Zaghouan adosado al Templo del agua.
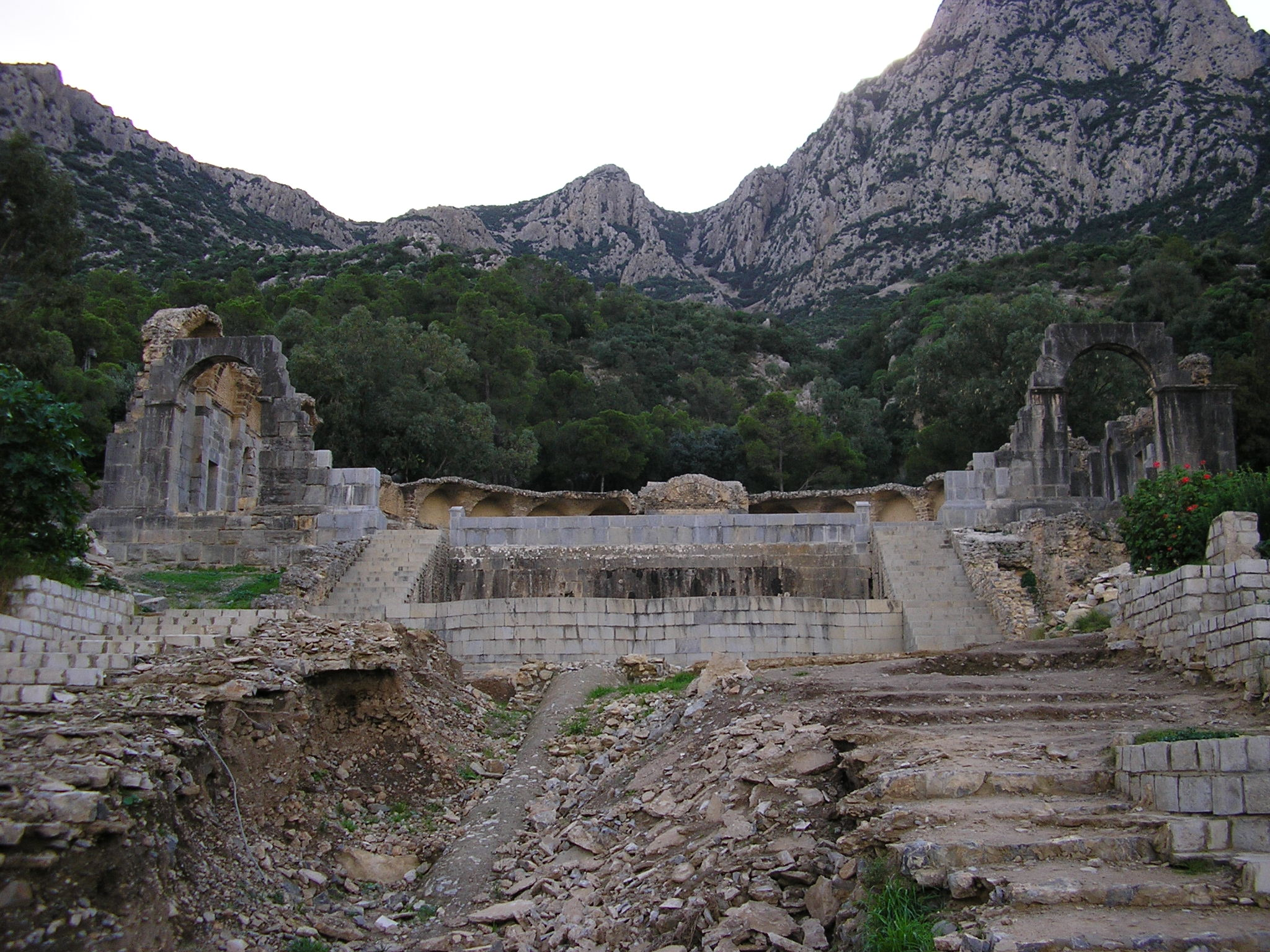
Vistaparcial del templo.
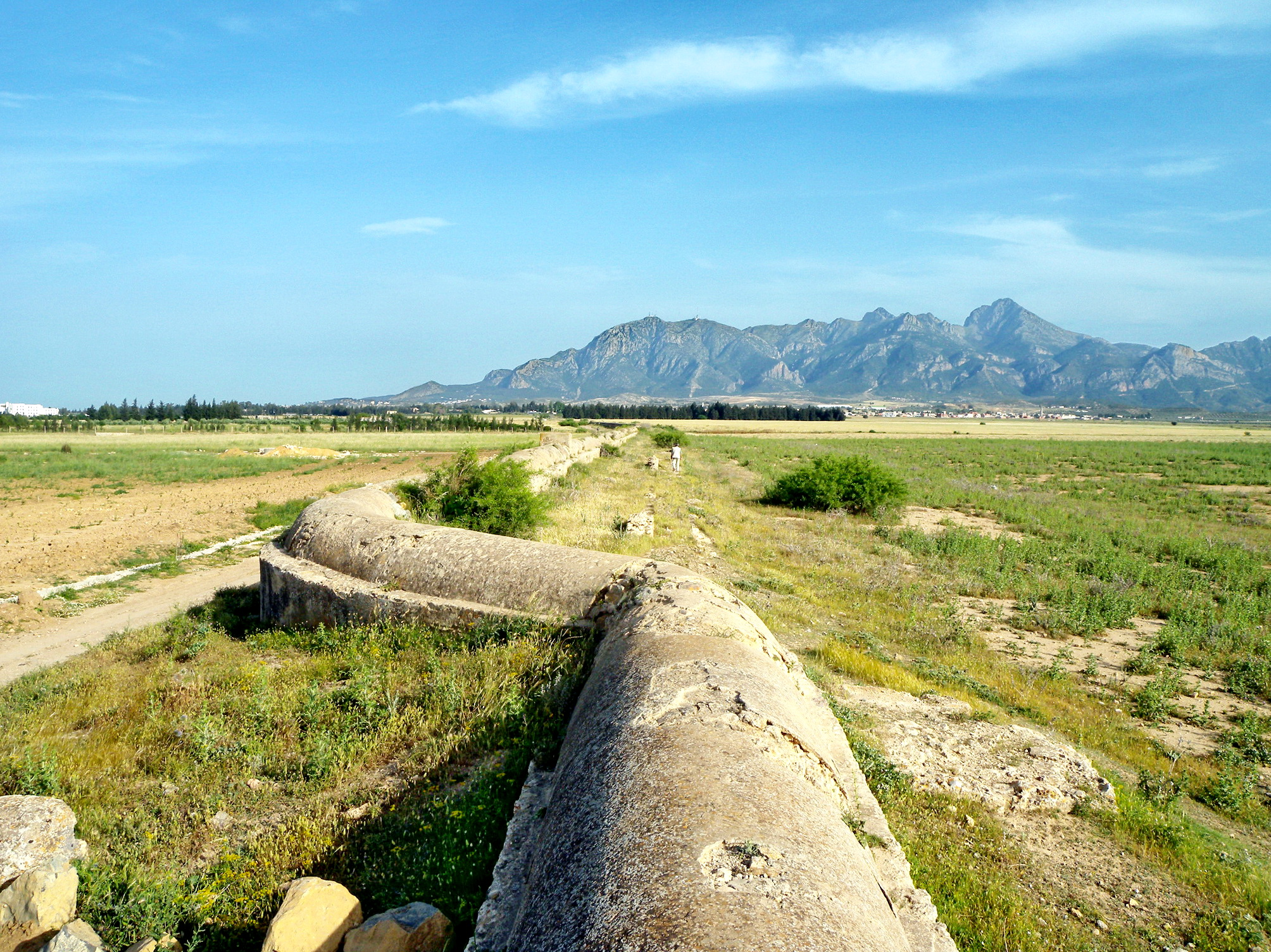
Acueducto de Zaghouan al norte de Moghrane.